# Around the World in a Day (альбом Прінса)
Around the World in a Day — сьомий студійний альбом американського співака та композитора Прінса, випущений 22 квітня 1985 року на лейблі Warner Bros. Records та Paisley Park Records. Другий альбом Прінса та «The Revolution», який посів першу сходинку в Billboard 200. Два («Raspberry Beret» та «Pop Life») з чотирьох сиглів посіли місця в десятці Billboard Hot 100. Після смерті музиканта пісня «Raspberry Beret» посіла 33 сходинку в Billboard Hot 100. Альбом є двічі платиновим станом на 2 липня 1985 року.

## Список композицій
| Перша сторона | Перша сторона               | Перша сторона                         | Перша сторона |
| #             | Назва                       | Автор                                 | Тривалість    |
| ------------- | --------------------------- | ------------------------------------- | ------------- |
| 1.            | «Around the World in a Day» | Prince, John L. Nelson, David Coleman | 3:28          |
| 2.            | «Paisley Park»              | Prince                                | 4:42          |
| 3.            | «Condition of the Heart»    | Prince                                | 6:48          |
| 4.            | «Raspberry Beret»           | Prince                                | 3:33          |
| 5.            | «Tamborine»                 | Prince                                | 2:47          |

| Друга сторона | Друга сторона | Друга сторона          | Друга сторона |
| #             | Назва         | Автор                  | Тривалість    |
| ------------- | ------------- | ---------------------- | ------------- |
| 6.            | «America»     | Prince                 | 3:42          |
| 7.            | «Pop Life»    | Prince                 | 3:43          |
| 8.            | «The Ladder»  | Prince, John L. Nelson | 5:29          |
| 9.            | «Temptation»  | Prince                 | 8:18          |